# Brac tirolès
El brac tirolès és una raça de gos de caça de tipus rastrejador de grandària mitjana i orelles amples i alçades originari del Tirol austríac. Aquest gos de grandària mitjana i àmplies orelles planes en el més alt del cap, té un mantell gruixut i doble i les potes posteriors ben cobertes. Hi ha dos colors principals de pèl: vermell, negre i foc, podent tenir tots ells taques blanques. Aquests gossos solen caçar sols (no en gossada) i tenen una habilitat olfactòria molt especial com a rastrejadors. El caçador tirolès, descendeix dels gossos caçadors celtes (Celtic Hounds). L'emperador Maximilià I del Sacre Imperi Romanogermànic utilitzava aquesta raça per a la caça de llebres i guineus i el rastreig d'animals ferits. La selecció de la raça va començar el 1860 i va ser reconeguda el 1908.